# Anacithara punctostriata
Anacithara punctostriata é uma espécie de gastrópode do gênero Anacithara, pertencente a família Horaiclavidae.